# Go to the top
《Go to the top》為日本歌手倖田來未於2012年10月24日發行的53rd單曲。為2012年產後回歸的第一張單曲。

## 解說
- 與上張單曲相隔約11月，發行4版本。
- CD+DVD版跟CD+DVD【Total Eclipse盤】收錄的音樂錄影帶版本不同。
- CD+DVD【Total Eclipse盤】的包裝為特別紙盒，封面採用動畫描繪的單曲形象。
- 標題曲為東京電視台動畫《Total Eclipse》主題曲。
- 是首次以動畫作為音樂錄影帶的單曲[1]，另外在其中的畫面隱藏了下張單曲《好愛好愛你》的發行日期。
- 於｢第63回NHK紅白歌合戰｣演唱。

## 發行版本
- CD ONLY【初回盤、通常盤】
- CD ONLY【演唱會FC會員訂票限定附贈】（僅收錄Go to the top一曲）
- CD+DVD【初回盤、通常盤】
- CD+DVD【Total Eclipse盤】

## 曲目
- 全作詞：倖田來未

### CD、CD+DVD共通

#### CD
1. Go to the top
作曲・編曲：CLARABELL
  - 東京電視台動畫《Total Eclipse》主題曲
  - 歌詞內含正面積極的訊息，鼓勵人們跨越眼前的種種障礙，以不屈不撓的姿態朝著未來前進!!
2. darling
作曲：loveTrain、編曲：野村陽一郎
與「Go to the top」截然不同的曲風，是首直率唱出幸福的倖田式情歌。
由倖田來未親自作詞，譜下婚後的幸福心情，她說：「錄這首歌的時候連自己都嚇了一跳，沒想到我竟然能唱出如此溫柔的歌聲」，甜蜜的歌聲洋溢著新生活中對家人的愛意。
倖田於「KODA KUMI LIVE TOUR 2013 ～JAPONESQUE～」2013年6月30日最終場，在丈夫KENJI03在場時演唱了該曲給他聽[2]。
3. Go to the top [DJAKi ASY Remix]
作曲・編曲：CLARABELL 混音：DJ AKi・谷田部タケオ

#### DVD
1. Go to the top（Music Video）

### CD+DVD【Total Eclipse盤】

#### CD
1. Go to the top
2. Go to the top [DJAKi ASY Remix]

#### DVD
1. Go to the top（動畫片頭去字版）

## 資料來源
1. ↑  .   [2012-09-28]. （原始内容存档于2012-09-11）. DISCOGRAPHY：倖田來未（こうだくみ）OFFICIAL WEBSITE
2. ↑  . 每日新聞. 2013-06-30  [2013-06-30]. （原始内容存档于2015-04-23）.

## 連結
- 官方网站 （日語）